# Стив Куган
Стивен Џон Куган (енгл. Stephen John Coogan; рођен Мидлтон, Велики Манчестер, 14. октобар 1965), енглески је позоришни, филмски и ТВ глумац, комичар, сценариста и продуцент. Добитник пет награда БАФТА, два пута номинован за Оскара и Златни глобус.
Куганова прва улога на великом платну био је филм Васкрснули (Resurrected, 1989). Неколико година касније уследиле су улога у филмовима Индијанац из креденца и Ветар међу врбацима.
Године 2001. Куган је основао Baby Cow Productions. За први филм који је студио објавио, Куган је сам написао сценарио (са партнером Харијем Нормалом), Ово није немогућа мисија (2001), у режији Џона Дјуигана, био је један од филмова године са највећом зарадом у Енглеској.
Године 2002. објављен је филм Мајкла Винтерботома Забава без краја, где је Куган играо улогу Тонија Вилсона, оснивача манчестерске музичке куће Factory Records.
Куган је играо себе два пута, једном у Кафи и цигаретама Џима Џармуша и поново у постмодерном филму Тристрам Шенди: Прича о петлу и бику (2005), филмској адаптацији књиге Живот и размишљања Тристрама Шендија, Џентлмена Лоренса Стерна.
Куган је најпознатији по улогама Филиса Фога у филму Пут око света за 80 дана из 2004, римског сенатора Гаја Октавија у трилогији Луда ноћ у музеју Шона Ливија и старогрчког бога Хада у филму Перси Џексон: Крадљивац муње 2010. године.
Куган је продуцирао, писао и глумио у филму Филомина, за коју је био номинован за два Оскара и Златни глобус.